# 1406年
| 千纪： | 2千纪 |
| 世纪： | 14世纪 \| 15世纪 \| 16世纪                                                                                 |
| 年代： | 1370年代 \| 1380年代 \| 1390年代 \| 1400年代 \| 1410年代 \| 1420年代 \| 1430年代                           |
| 年份： | 1401年 \| 1402年 \| 1403年 \| 1404年 \| 1405年 \| 1406年 \| 1407年 \| 1408年 \| 1409年 \| 1410年 \| 1411年 |
| 纪年： | 丙戌年（狗年）；明永乐四年；越南開大四年；日本應永十三年                                                   |

## 大事记
- 4月4日——蘇格蘭的詹姆斯一世被英格蘭亨利四世俘虜後成為蘇格蘭國王。
- 10月26日——波美拉尼亞的埃里克與英格蘭亨利四世的女兒菲利帕結婚。
- 11月30日——教宗格雷戈里十二世接替英諾森七世，成為第205位教宗。
- 12月25日——胡安二世成為卡斯蒂利亞國王。
- 北京故宫始建。
- 明成祖发兵八十万远征安南。
- 明朝设置哈密卫。
- 明朝设置大古剌、底马撒（今缅甸丹那沙林）宣慰司。
- 尚巴志王得農民之助，消滅行苛政的中山王武寧。
- 勃固王朝亞紮底律和阿瓦王朝明康一世（英语：Minkhaung I）在達成了四十年戰爭第2份休戰協定，阿瓦王朝趁此機會吞併了北部的撣族各邦中的格禮（英语：Kalaymyo）（嘎裡）和莫寧，以及西部的朗耶德王國（英语：Launggyet）。
- 比薩共和國被佛羅倫斯征服。

## 出生
- 朱瞻垠，明朝蕲献王，明仁宗朱高炽第四子。
- 朱瞻墡，明朝襄宪王，明仁宗朱高炽第五子。
- 朱瞻堈，明朝荆宪王，明仁宗朱高炽第六子。

## 逝世
- 11月6日 - 教宗諾森七世（約1336年—1406年，70岁）
- 尚思紹王（1354年－1421年，67岁），琉球王國第一尚氏王朝初代國王。
- 脱脱迷失大汗(？—1406年)。